# Sergeý Karïmov
Sergeý Karïmov (in kazako: Сергей Каримов, in russo Сергей Каримов?, Sergej Karimov, traslitterazione in lingua tedesca Sergej Karimow; Saran, 21 dicembre 1986 – 24 dicembre 2019) è stato un calciatore kazako naturalizzato tedesco, di ruolo difensore.

## Biografia
Karïmov morì il 24 dicembre 2019 per cause ignote.

## Palmarès

### Club
- Campionato tedesco: 1

Wolfsburg: 2008-2009